# Kostel Nejsvětější Trojice (Nové Město nad Metují)
Kostel Nejsvětější Trojice v Novém Městě nad Metují je vystavěn v pozdně gotickém slohu. Je chráněn jako kulturní památka České republiky.

## Historie kostela
Kostel ve stylu pozdní gotiky byl založen a postaven v letech 1513-1523 spolu s městem za Jana Černčického z Kácova. Vyhořel v roce 1526, znovu byl postaven v roce 1540 Janem z Pernštejna. Roku 1556 bylo na vnější straně přistavěno kryté schodiště na kůr. V roce 1567 přestal být kostel filiálním a stal se farním. V roce 1805 se zřítila část střechy a byla opravena a pokryta taškami za finanční pomoci knížete Karla z Dietrichsteina, stejně jako roku 1817 střecha na presbytářem. Vnější plášť byl do současné podoby opraven v roce 1896.
Ve věži kostela se nachází dva zvony. Větší váží 1200 kg. a byl ulit v Kovolitem v České u Brna v roce 1949. Menší zvon má jméno Maria a byl odlit v roce 1990 ve zvonařské dílně rodiny Dytrichových v Brodku u Přerova.

## Stavba
Jednolodní stavba s pětibokým závěrem s opěráky, zapojená do fronty domů na jihovýchodní straně náměstí. Z jižní strany je k presbytáři přistavěna hranolová 40 metrů vysoká městská věž s ochozem, obydlím pro hlásného a se sakristií v přízemí. Presbytář má paprsčitou klenbu s výsečemi a barokní freskou uprostřed, okna jsou štíhlá a lomená, bez kružeb, loď je zaklenuta křížovou klenbou, po straně má výklenkové kaple s emporami nad nimi. Hluboká kruchta se dvěma pilíři je nesena jednoduchou hřebínkovou klenbou.
V předsíni kostela se nachází náhrobník Jana ze Štubenberka z roku 1570. Portálový hlavní oltář je z roku 1677 s obrazem z roku 1693, z téže doby je i kazatelna. V čele kruchty je mariánský obraz z roku 1726, na kterém je silueta města. V ochozech patra jsou mj. obrazy V. Hellicha z poloviny 19. století. Ve výklenku kostelní zdi vlevo od vchodu je socha sv. Jakuba, původně z průčelí zrušeného kostela svatého Salvátora.

## Varhany
Varhany původně zhotovil v roce 1656 Jiří Wendt z Křešova. V roce 1851 je přestavěl rychnovský varhanář Amadeus Hanisch.

## Bohoslužby
Bohoslužby se konají v neděli v 7:30, v 9:00 a v 18:00.

## Duchovní správci
- 1969 - 1992 R.D. Petr Štěpánek (* 29.6. 1912, + 12.1. 2000) (děkan)
- 1992 - 2002 R.D. Mgr. Jan Linhart (* 28.11. 1961) (administrátor)
- 2002 - 2017 R.D. Vladimír Janouch (* 30.11. 1954) (děkan)
- 2017 - současnost R.D. Benedikt Rudolf Machalík, Opraem. (děkan)

## Galerie

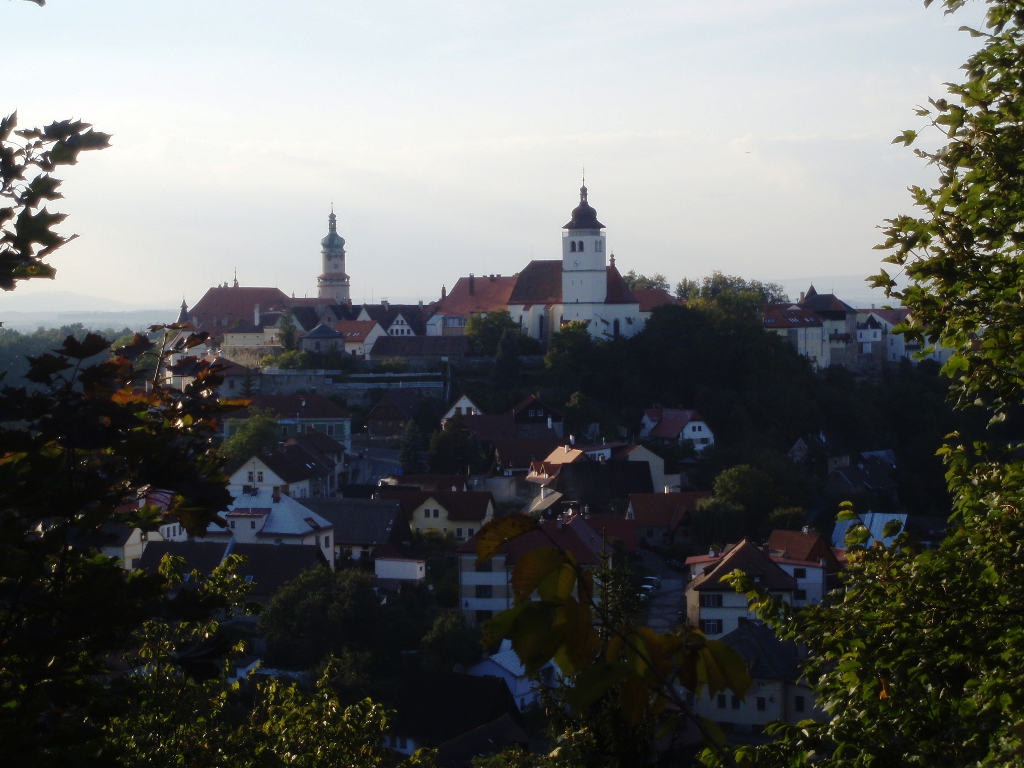
Pohled od východu
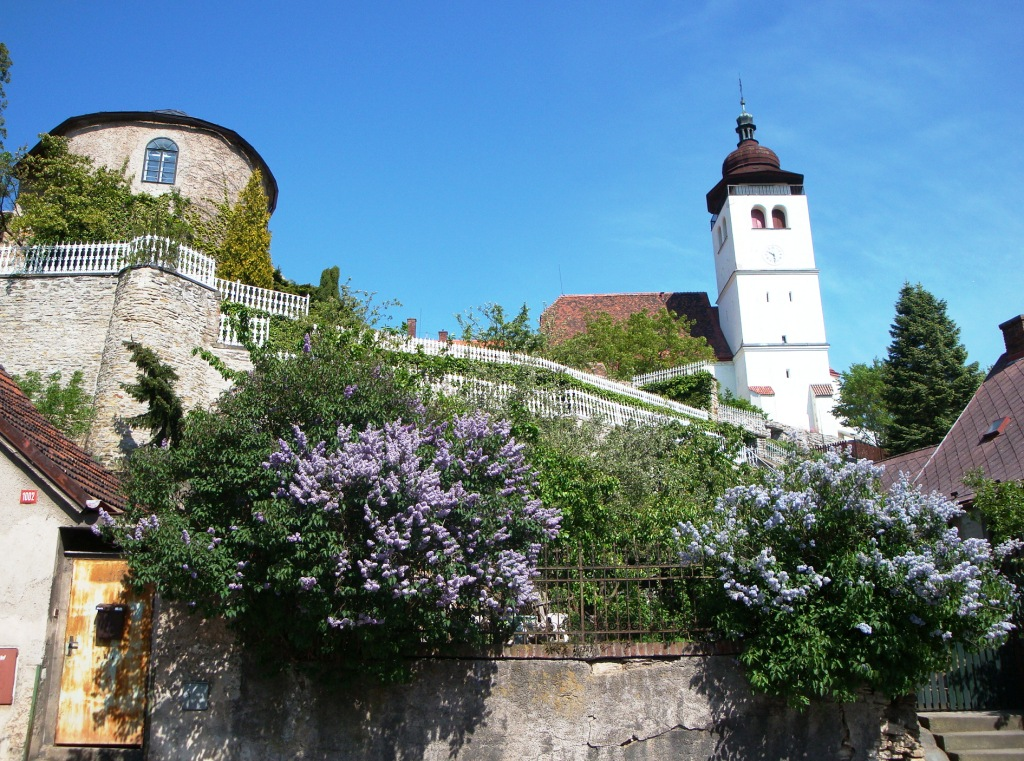
Kostel od východu
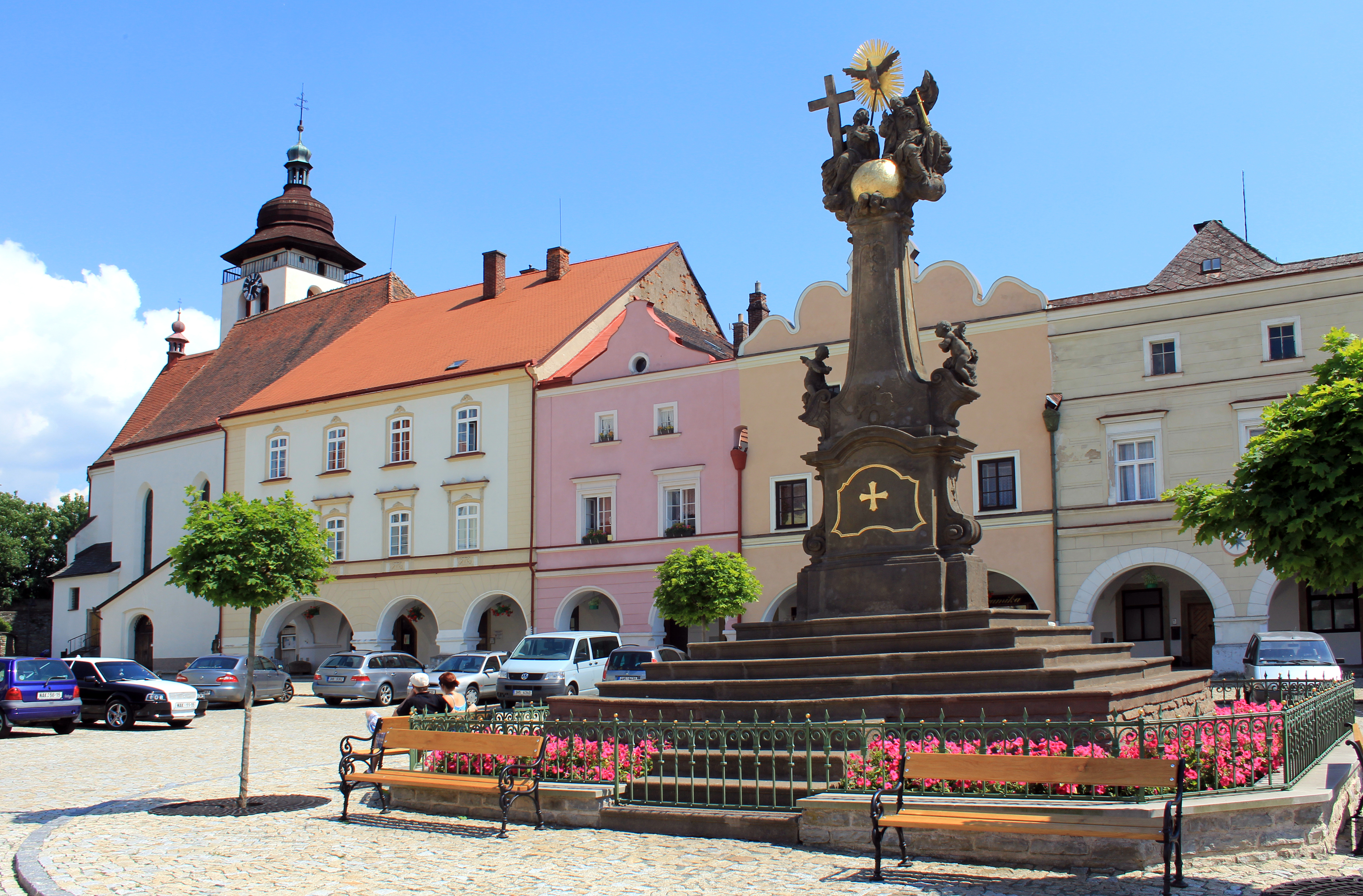
Kostel od náměstí
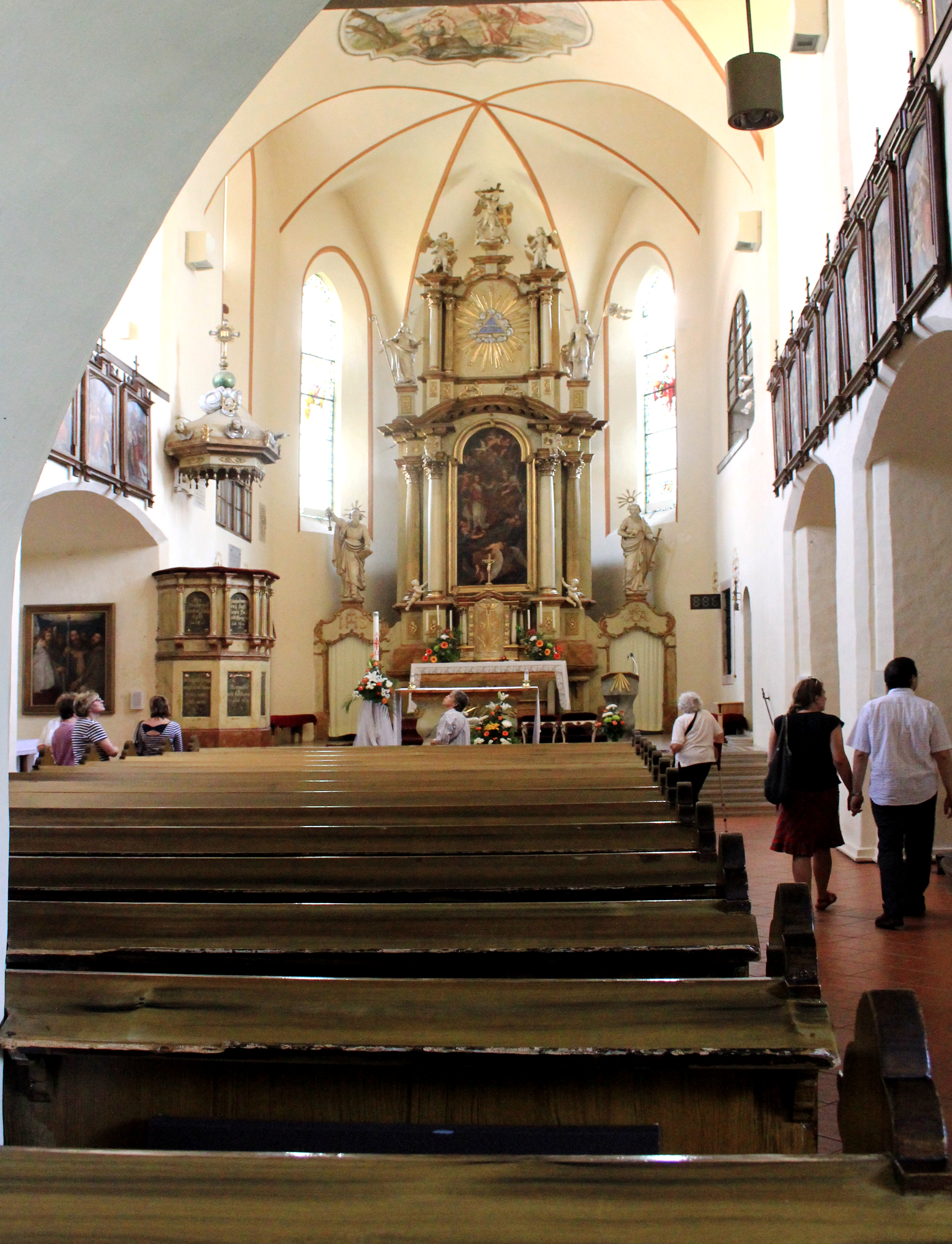
Interiér
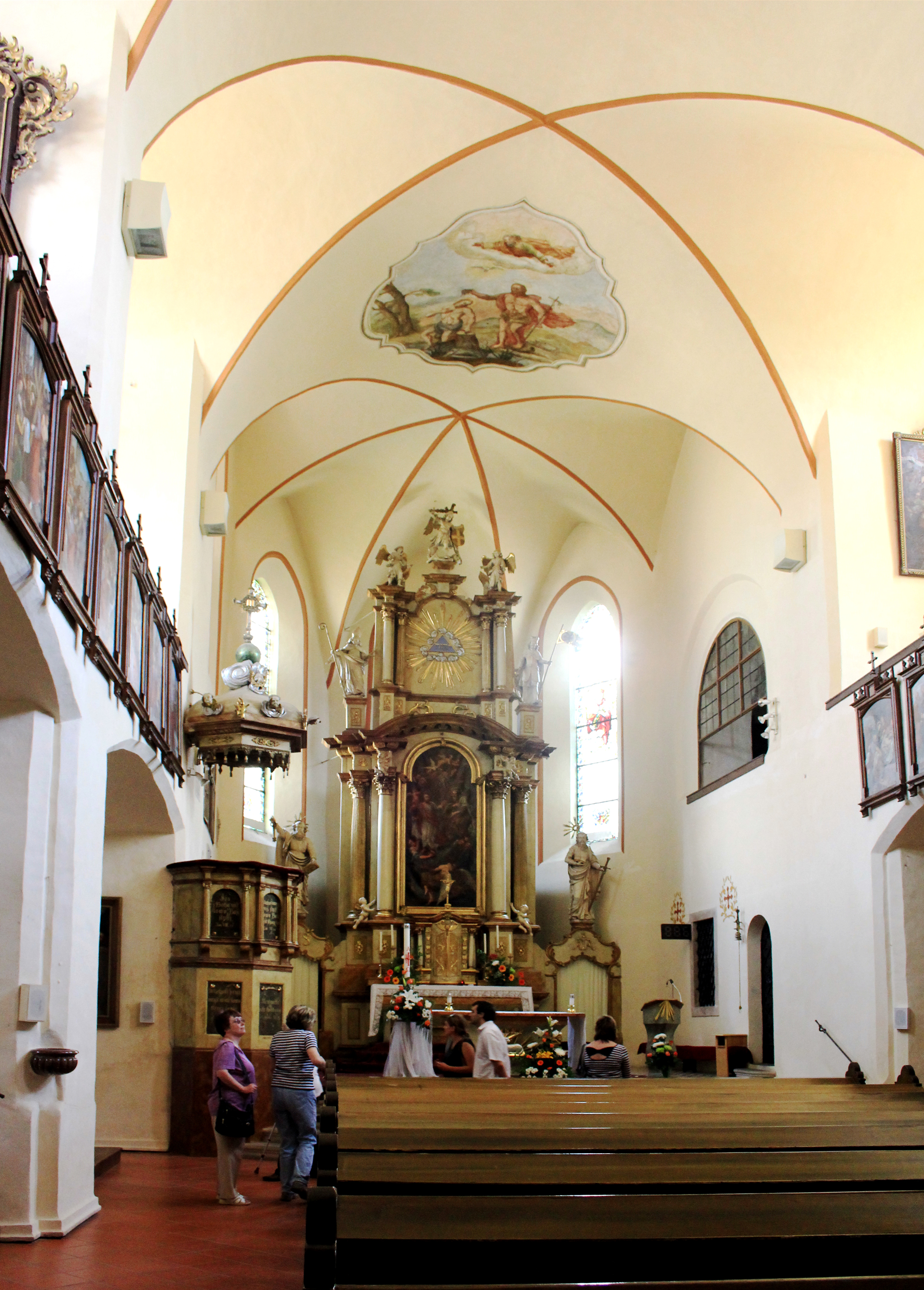
Interiér
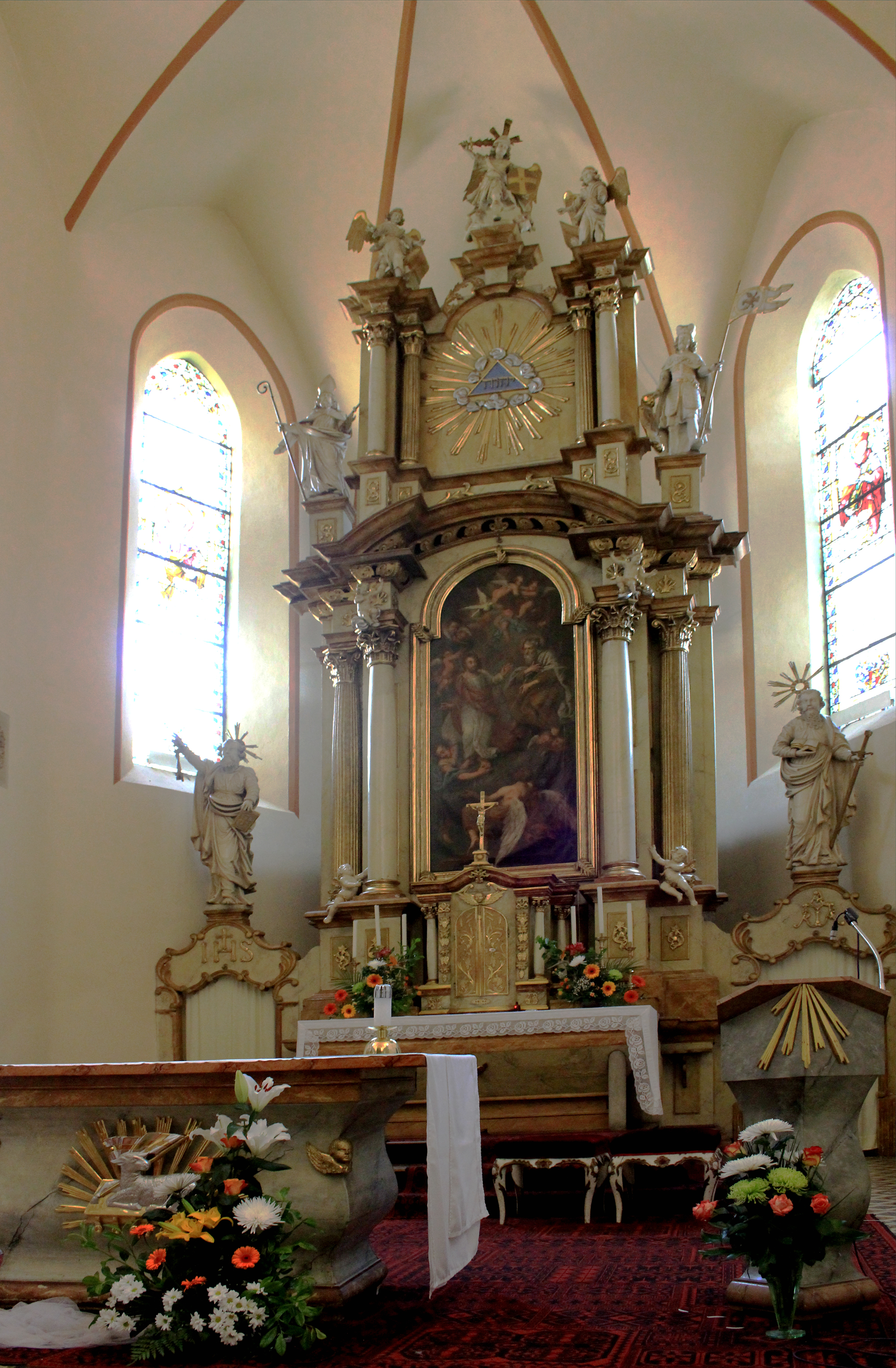
Hlavní oltář
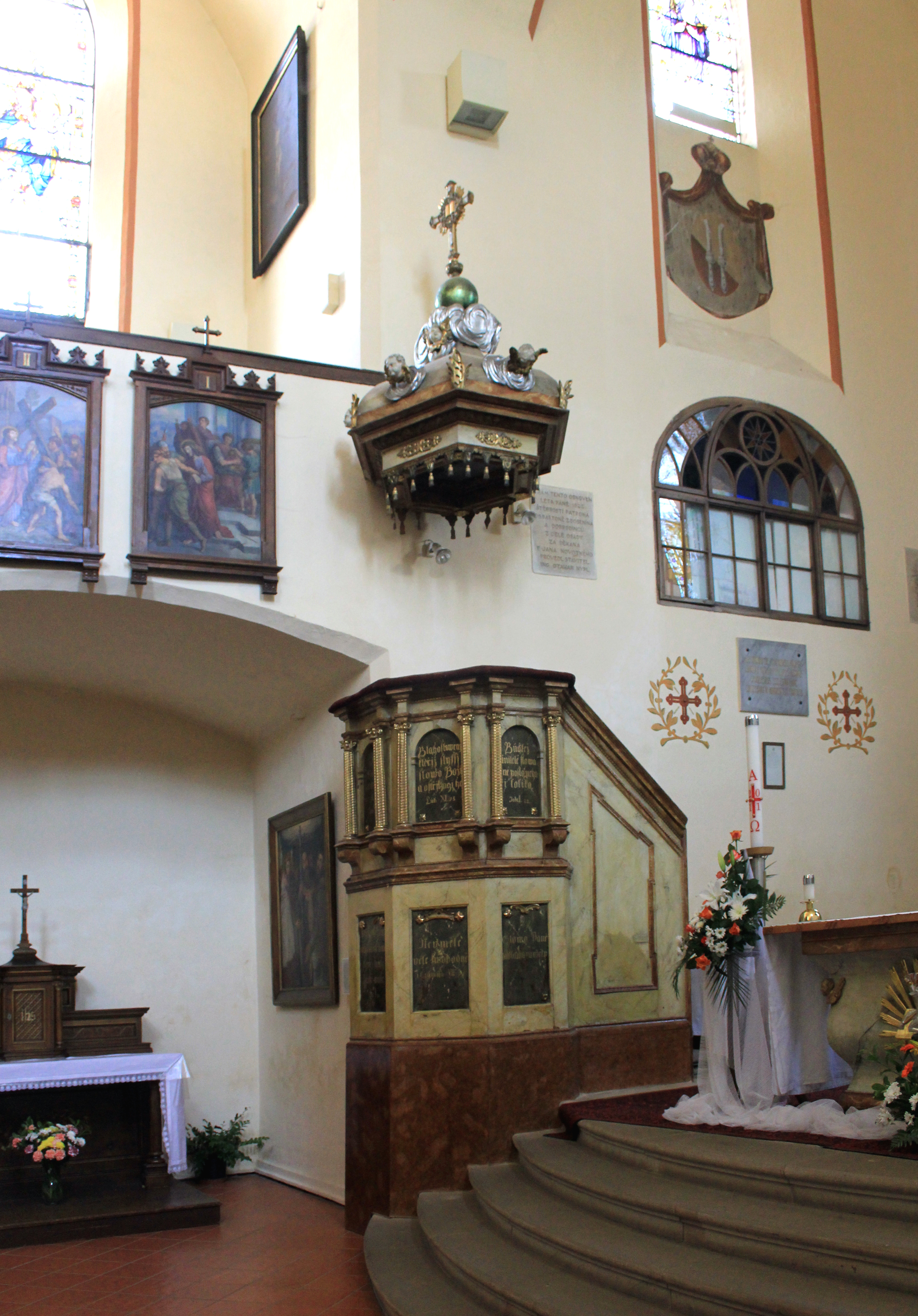
Kazatelna
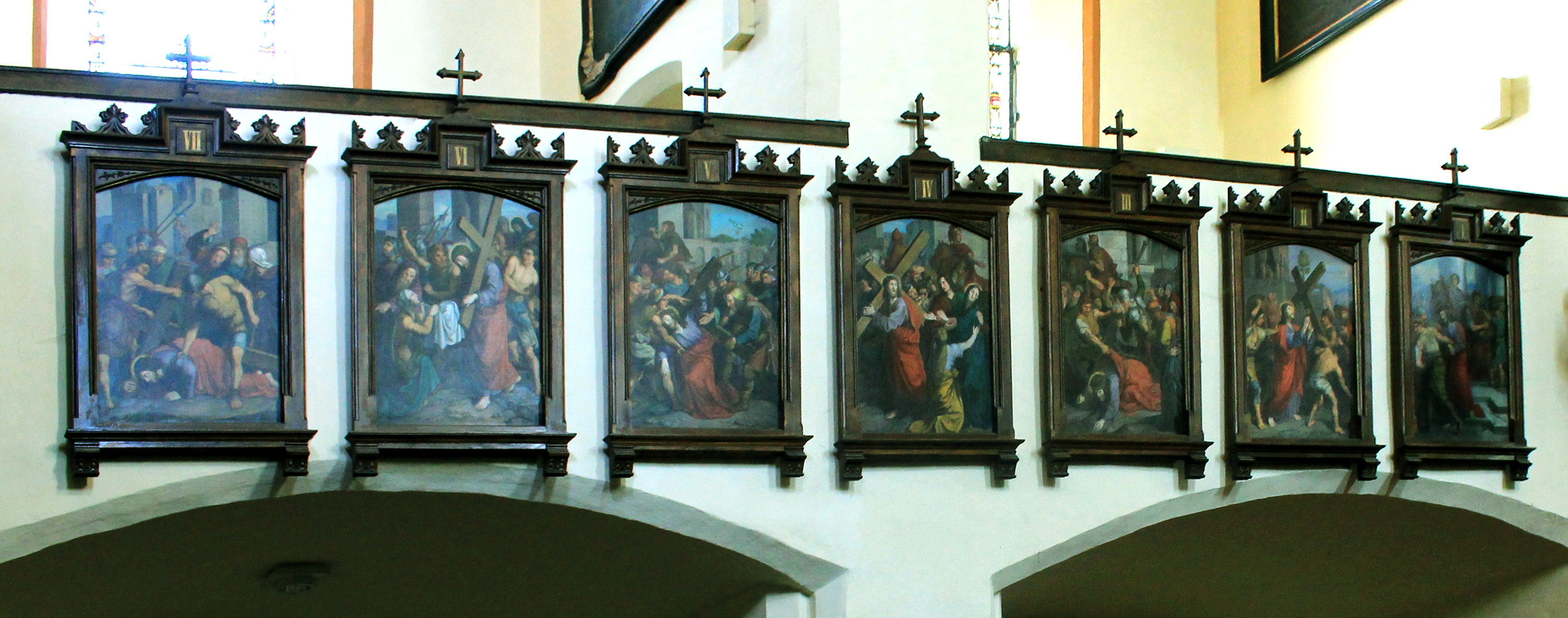
Křížová cesta
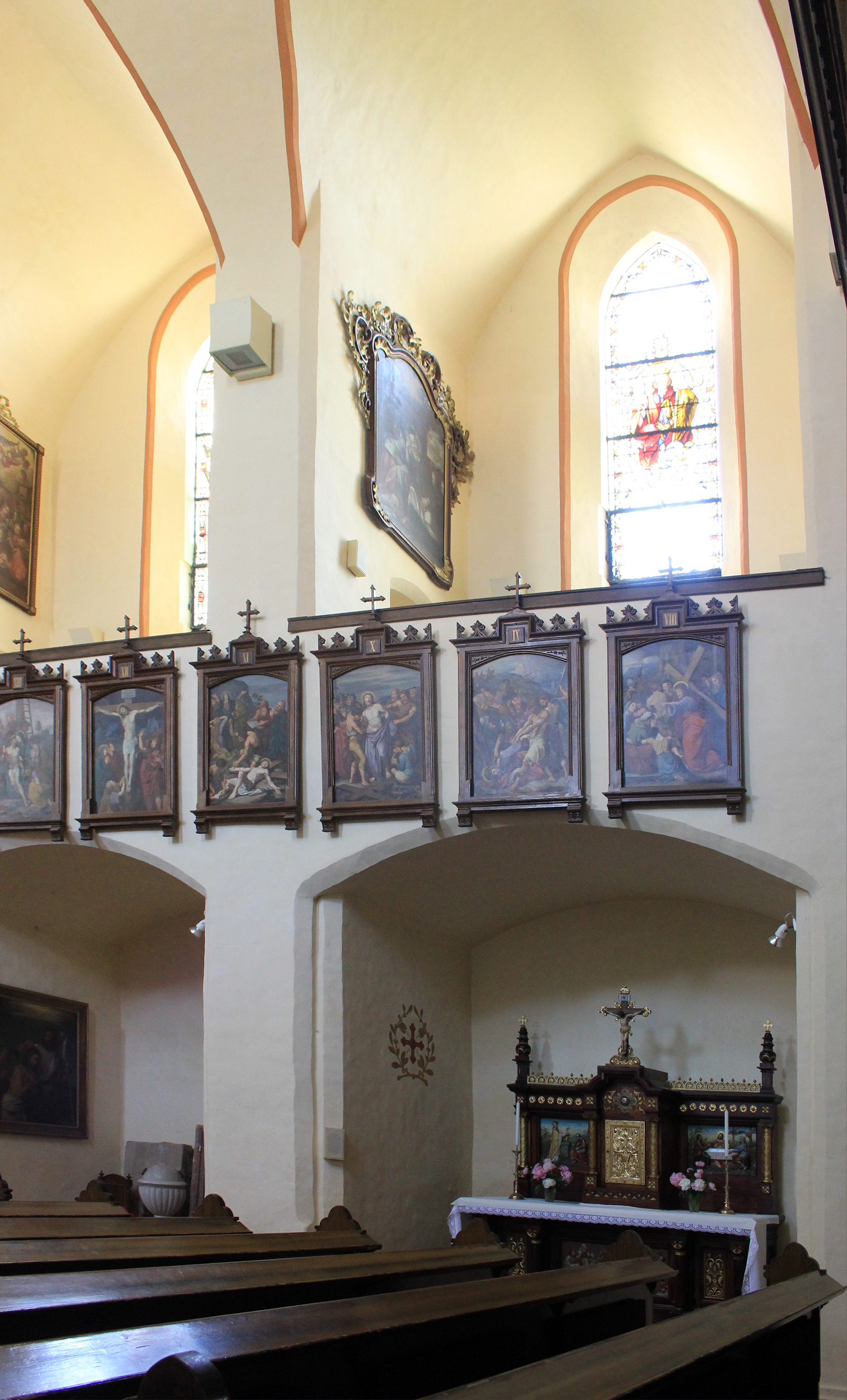
Interiér
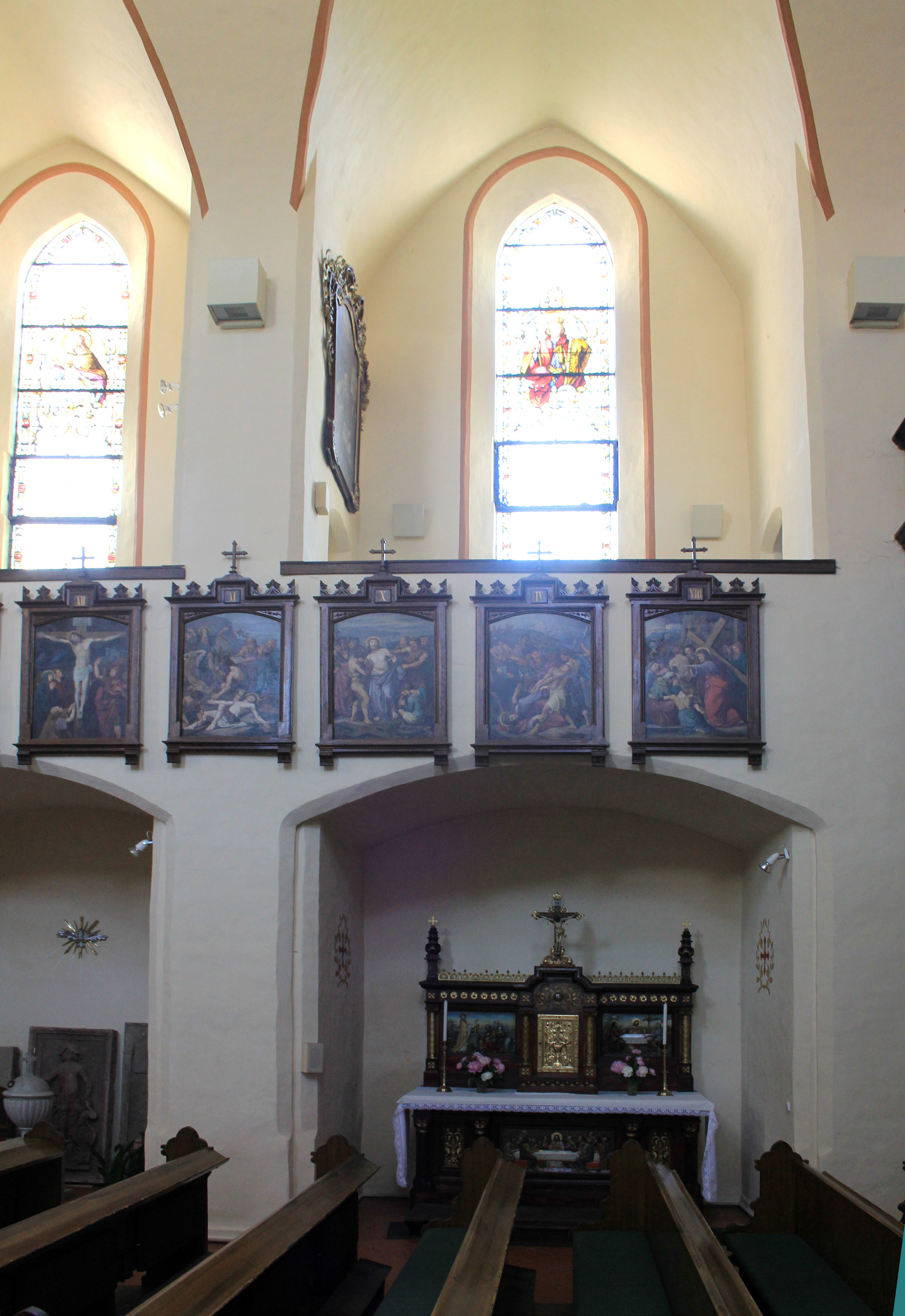
Interiér
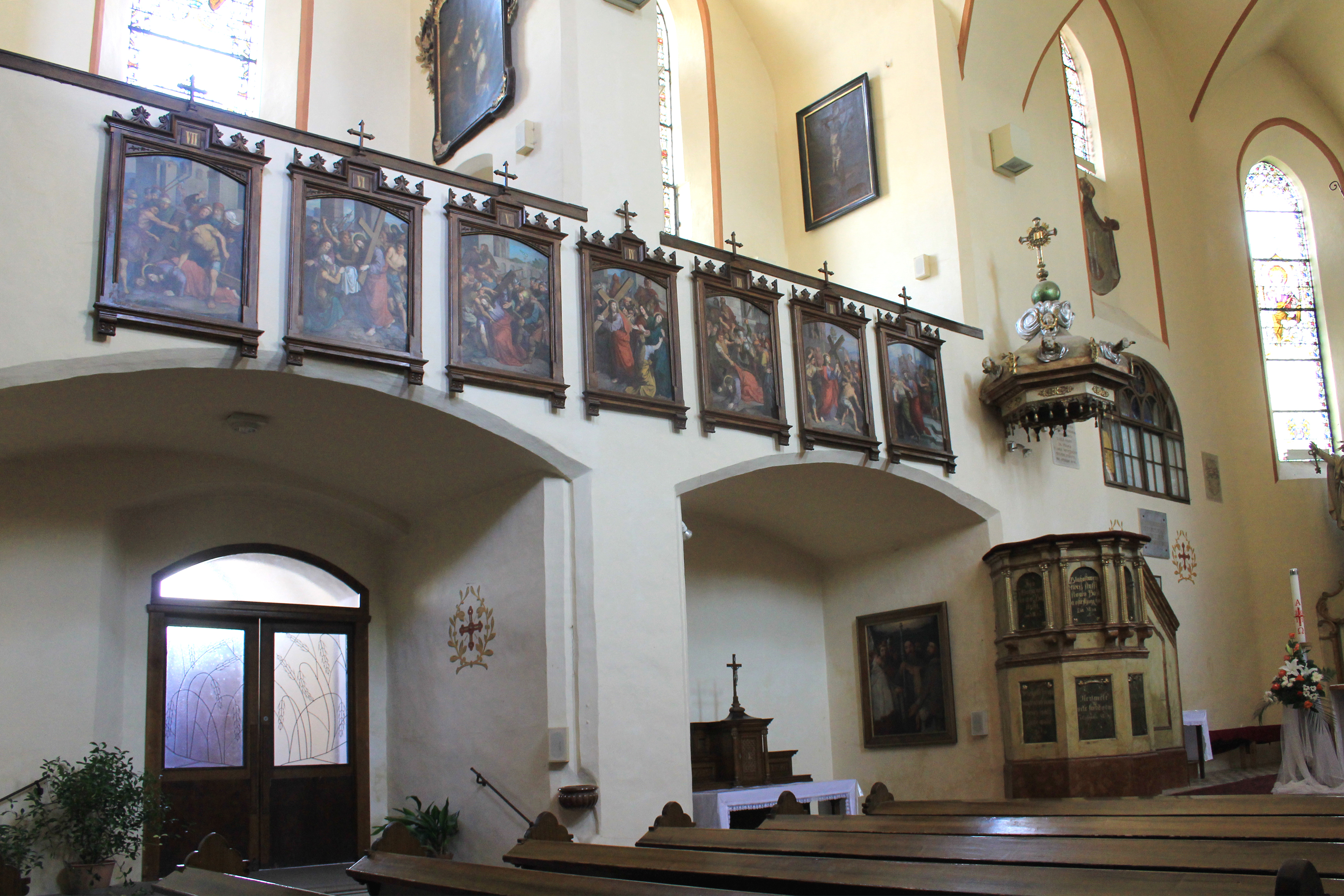
Interiér
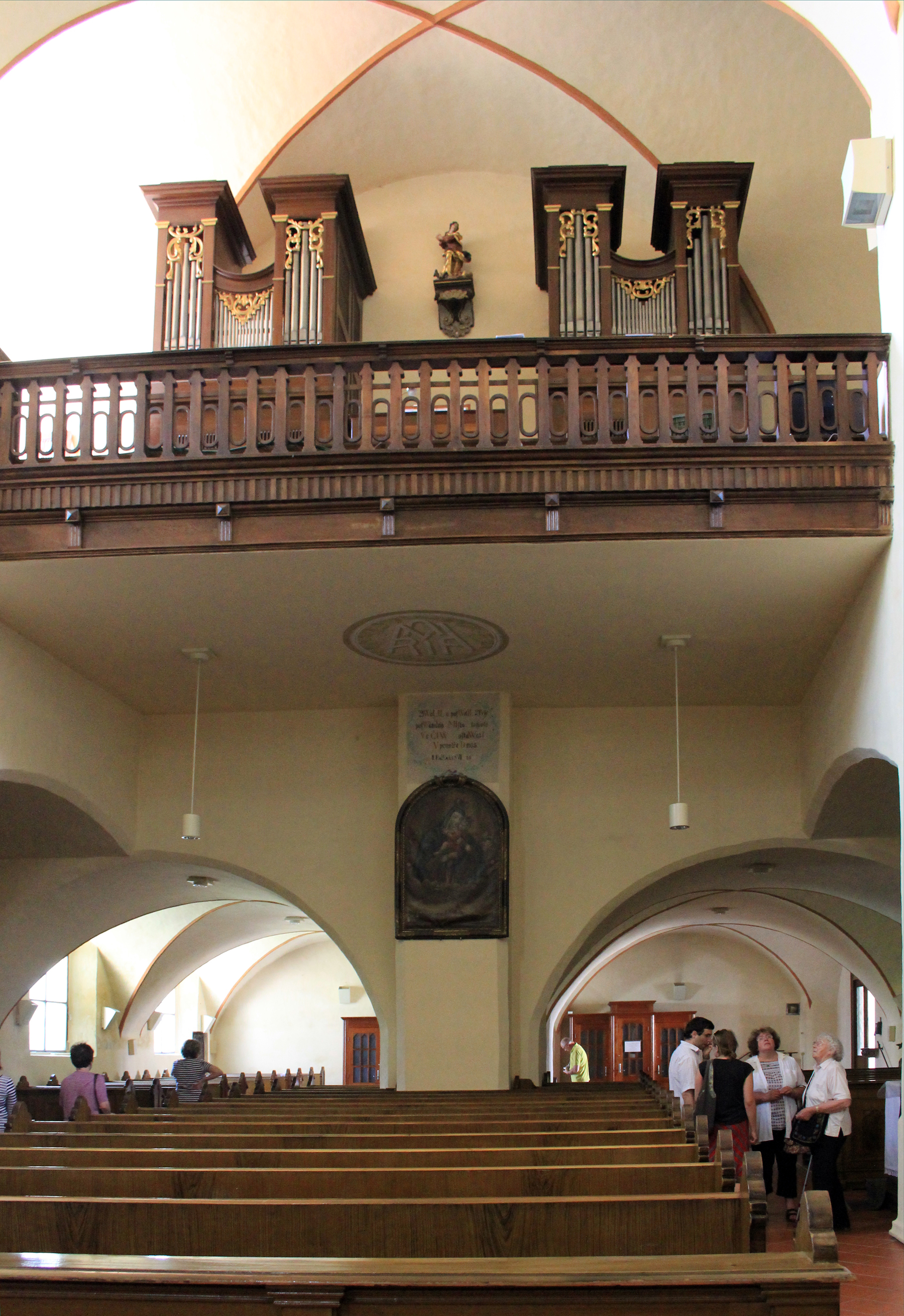
Chór
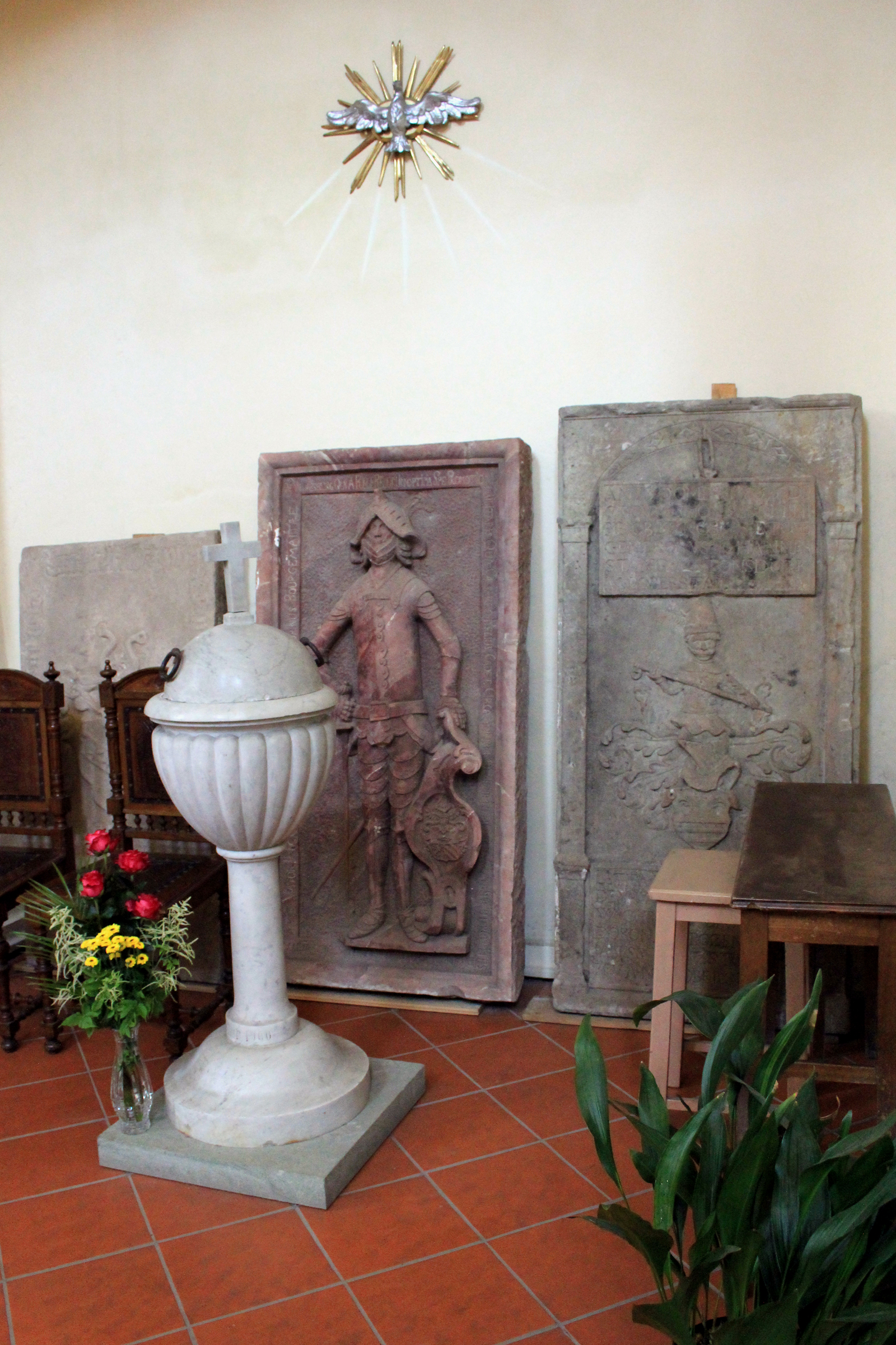
Náhrobník Jana ze Štubenberka